# Thomas Blackburn
Thomas Blackburn (Islington, 16 maart 1844 - Woodville, 28 mei 1912) was een Australisch entomoloog.
Dominee Thomas Blackburn was een Australisch entomoloog afkomstig uit Engeland. Hij werd geboren in 1844 in Islington. In 1868 behaalde hij zijn Bachelor of Arts graad van de Universiteit van Londen en in 1870 werd hij priester van de Anglicaanse Kerk gewijd. 
In 1876 werd Blackburn overgeplaatst naar de Hawaïaanse eilanden waar hij de bisschop van de kerk van Hawaï in Honolulu ondersteunde. Tijdens zijn verblijf daar verzamelde hij op grote schaal insecten op Oahu en de andere eilanden van de archipel. Hij voorzag de natuurwetenschappers in het British Museum in Londen van een gestage stroom onderzoeksmateriaal. In 1882 werd hij overgeplaatst naar Australië waar hij 4 jaar de rector van  St. Thomas' Church in Port Lincoln was en daarna van de kerk in Woodville, in de buurt van Adelaide. Vanaf zijn aankomst in Australië, verdiepte hij zich voornamelijk nog in coleoptera (kevers). Hij verzamelde zelf door heel Zuid-Australië maar hij bestudeerde en classificeerde ook exemplaren die hem werden toegezonden door tal van andere verzamelaars over het hele continent. Hij beschrijft uiteindelijk 3069 Australische keversoorten. Het grootste deel van zijn collectie wordt bewaard in het Natural History Museum in Londen.
Een achterkleindochter van Blackburn is de biologe Elizabeth Blackburn, zij was in 2009 een van de Nobelprijs winnaars voor haar werk in de studie van de telomeren.
- Système universitaire de documentation: 199249814
- Trove: 1473304
- Virtual International Authority File: 5485149719114711130002